# 漸異副脊介
漸異副脊介（学名：Paranesidea attenuata）为土菱介科副脊介屬下的一个种。